# جف پیلسون
جف پیلسون (به انگلیسی: Jeff Pilson) (زاده ۱۹ ژانویه ۱۹۵۹) خواننده، ترانه سرا، بازیگر آمریکایی است.
از فیلم‌های معروف او می‌توان به بازی در فیلم ستاره راک اشاره کرد.